# Almagor
Almagor (אלמגור) est un moshav situé dans le nord d'Israël, au nord du lac de Tibériade. Il a été fondé par le Nahal en 1961.
Il compte 345 habitants.
L'activité économique du moshav Almagor se base sur l'agriculture légumière, spécialisée dans la culture en serres et l'élevage de bétail pour la consommation.

## Sources
- Rachel Méshorer "Le moshav : bibliographie". Ed. Centre de recherches sur l'implantation. Rehovot 1986.
- Avshalom Rokah "Le moshav en Israël". Ed. Ministère des relations publiques. Jérusalem 1982.